# Clones (film, 2013)
 (octobre 2019).
Pour les articles homonymes, voir Clone.
Pour plus de détails, voir Fiche technique et Distribution.
Clones (Cloned: The Recreator Chronicles) est un thriller de science-fiction américain réalisé par Gregory Orr en 2013.

## Synopsis
Tracy, Derek et Craig décident de faire du camping dans une île. Arrivés sur place Tracy refuse de satisfaire un besoin naturel dans la nature et préfère entrer par effraction dans une propriété privée qui s'avérera vide. Plus tard surpris par un orage les trois jeune gens décident de s'abriter dans la propriété, ils aperçoivent un couple entrer, ils se cachent mais au moment de sortir ils aperçoivent trois personnages entièrement nus qui sont leurs répliques exactes. Le groupe va devoir cohabiter avec les clones, et la situation va se compliquer quand le clone de Tracy va tomber amoureux de Derek. Parallèlement le groupe va découvrir un laboratoire souterrain abandonné ou un savant atomiste qui travaillait sur les clones.

## Fiche technique
- Titre : Clones
- Titre original : Cloned: The Recreator Chronicles
- Autre titre : Recreator
- Réalisation : Gregory Orr
- Scénario ; Gregory Orr
- Musique : Jeff Carruthers, Rick Conrad
- Photographie : David Tumblety
- Durée : 90 minutes
- Date de sortie :
  -  États-Unis : 23 avril 2013
- Genre : Thriller et science-fiction
- Pays : États-Unis
- Langue : anglais

## Distribution
- Stella Maeve : Tracy Bernstein et son clone
- Alexander Nifong : Craig Carlson et son clone
- J. Mallory McCree : Grégory Laisné) : Derek Johnson et son clone
- John de Lancie : Dr. Frank Miller et son clone
- Laura Moss : Elizabeth Miller et son clone
- Curzon Dobell : Mr. Carlson
- Kean Riley et Kasey Riley : les jumeaux en voiture
- Randy Bedore : L'homme plein de boue